# Brochymena punctata
Brochymena punctata är en insektsart som beskrevs av Van Duzee 1909. Brochymena punctata ingår i släktet Brochymena och familjen bärfisar.

## Underarter
Arten delas in i följande underarter:
- B. p. punctata
- B. p. pallida